# ニューカッスル (ニューサウスウェールズ州)
座標: 南緯32度55分 東経151度45分 / 南緯32.917度 東経151.750度

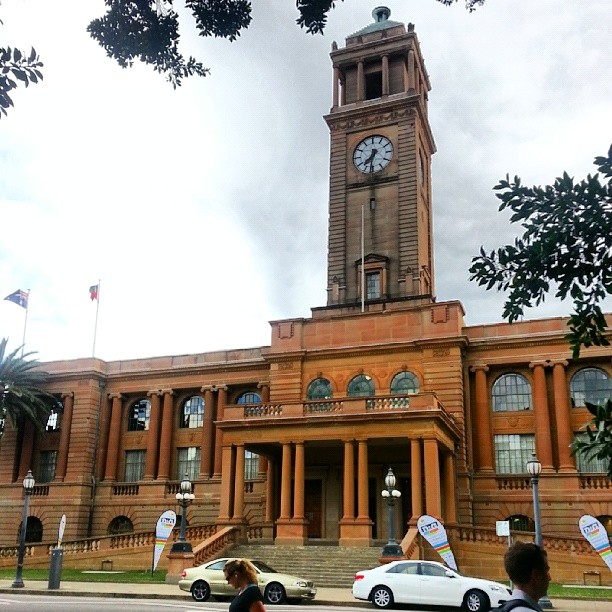
シティホール

ニューカッスル (Newcastle) は、オーストラリア連邦ニューサウスウェールズ州のハンター地域に属し、ハンター川河口の港湾都市である。

## 概要
シドニーの北方160キロメートルに位置し、タスマン海に面する港湾都市である。

### 地名について
同名の（特に海外の）他所と区別するために、"Newcastle, New South Wales" または "Newcastle (up)on Hunter" と書かれることもある。
なお、地元の発音では「ニューカースル (/ˈnjuːkɑːsəl/)」となる。

## 地理

### 地域

#### サバーブ
シティ・オブ・ニューカッスルはの主なサバーブがある。
- アダムズタウン
- キャリントン
- ハミルトン
- ニューラムトン
- ストックトン
- ウォールセンド
- ワラタ

### 人口

#### 市域
地方自治体としての人口は、164104人（2018年）であり、ハンター地域では衛星都市であるシティ・オブ・レイクマッコーリーに次ぐ第二の規模である。

#### 都市圏
ニューカッスル都市圏（グレーター・ニューカッスル）は、シティ・オブ・ニューカッスルとシティ・オブ・レイクマコーリー (en:Lake Macquarie) の2つの（地域自治体）の管轄地域に該当していたが、街の拡大に伴いシティ・オブ・セスノック・シティ・オブ・メイトランド・ポートスティーブン・カウンシルなどを含む。
同都市圏はハンター地域において、行政・経済・交通の中心となっている。人口は、584014人（2018年）の規模を有し、都市圏としては、オーストラリア連邦で7番目に大きな都市である。

## 歴史

### 植民都市
- 1788年にシドニー流刑地が開設されて以降、周辺地域の調査が継続的に行われていた。

### 鉱産都市
- 1797年、港の建設に適した地勢と石炭層の存在が確認され、新たな入植地の設置が計画された。町はキングスタウンと命名された。当初は炭鉱労働者として大量の受刑者が送り込まれたため、この町は無法地帯として悪名高かった。後に、イングランドの代表的な炭鉱の町であるニューカッスルから技術者や職人が移住し、大規模な採掘が行われるようになり、町は同じ名前で呼ばれるようになった。

### 戦時中
- 1942年6月8日には大日本帝国海軍の伊号第二十一潜水艦の攻撃を受けた。

### 戦後
- 1989年12月28日にはオーストラリア史上最大の地震（ニューカッスル地震）に襲われ、甚大な被害を出した。
- 2007年6月8日には温帯低気圧による暴風雨により死者9名、河川の氾濫、浸水、タンカーの座礁などが起こった。

## 対外関係

### 姉妹都市・提携都市
- ニューカッスル・アポン・タイン（イギリス連合王国 イングランド）
- 宇部市（日本国 中国地方 山口県）
- 新城市（日本国 中部地方 愛知県）
- アルカディア（アメリカ合衆国 カリフォルニア州 ロサンゼルス郡）

## 経済

### 第一次産業
市の西方に広がるハンターバレーはワインの産地として世界的に有名である。

#### 醸造業
- ワイン

### 第二次産業
主要な産業は炭鉱で、造船も行われるが、かつてのような勢いはない。

#### 工業
- 造船

#### 鉱業
- 炭鉱

### 第三次産業

#### 観光業
市の中心部に残る重厚な建築群に昔日の繁栄をしのぶことができる。近年、市当局は観光業に力を入れている。

## 教育

### 大学
ニューカッスル大学がある。また日本大学の海外キャンパスとして日本大学ニューカッスルキャンパスがありニューカッスル市と協定を結んでいる。

## 交通

### 空路

#### 空港
空港は、軍民共用のウィリアムタウン空港 (en) （IATA空港コード: NTL）がある。

### 鉄道
鉄道は貨物、都市間（シドニーへは1時間おき）旅客運送を提供している。

#### トラム
2019年に開業したニューカッスル・ライトレールは最新の設備を導入した都市交通機関である。まだ路線は短いが延伸計画がある。

### バス
パシフィック・ハイウェイが内陸部を通っており高速バスが停車する。市内交通は路線バスが中心である。

### 航路

#### 港湾
- ニューカッスル港（英語版）
  - 石炭の輸出港として重要である。2014年4月に中国企業に98年間の使用権を与えることが発表された。

小規模なフェリーが都市交通を担う。

## 文化・名物

### スポーツ
全国トップリーグに参戦しているチームに以下のものがある。
- ラグビーリーグ: ニューカッスル・ナイツ(ホームスタジアム:エナジーオーストラリア・スタジアム)
- サッカー Aリーグ: ニューカッスル・ユナイテッド・ジェッツFC(ホームスタジアム:エナジーオーストラリア・スタジアム)
- ネットボール: ANZ選手権: ニューサウスウェールズ・スウィフツ(ホームゲームの大半はシドニーでおこなわれるが、数試合をニューカッスル・エンタテイメント・センターで開催)

## 出身人物
- ダニエル（NewJeans）